# Wonthaggi-formatie

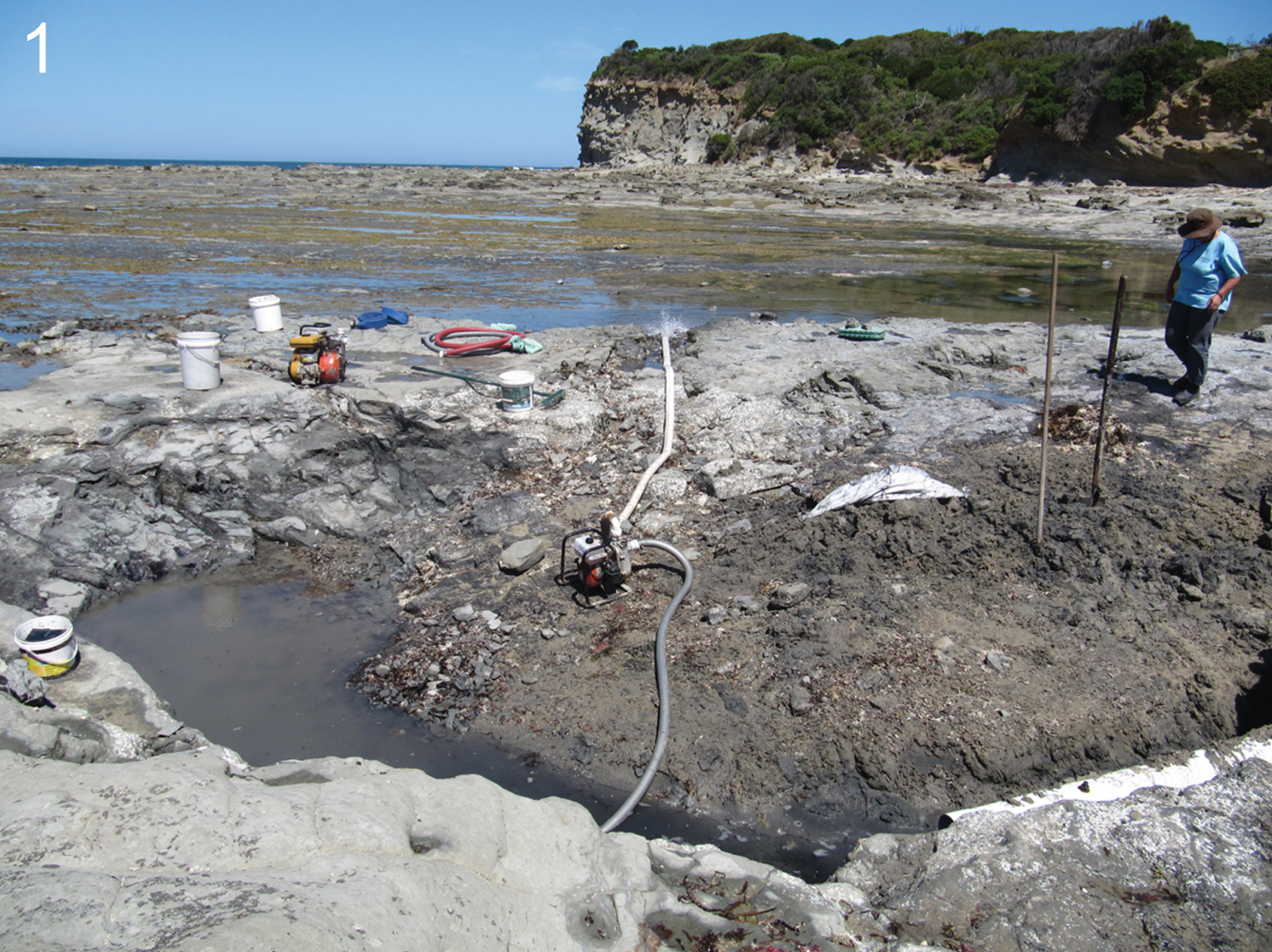
De locatie "Flat Rocks"

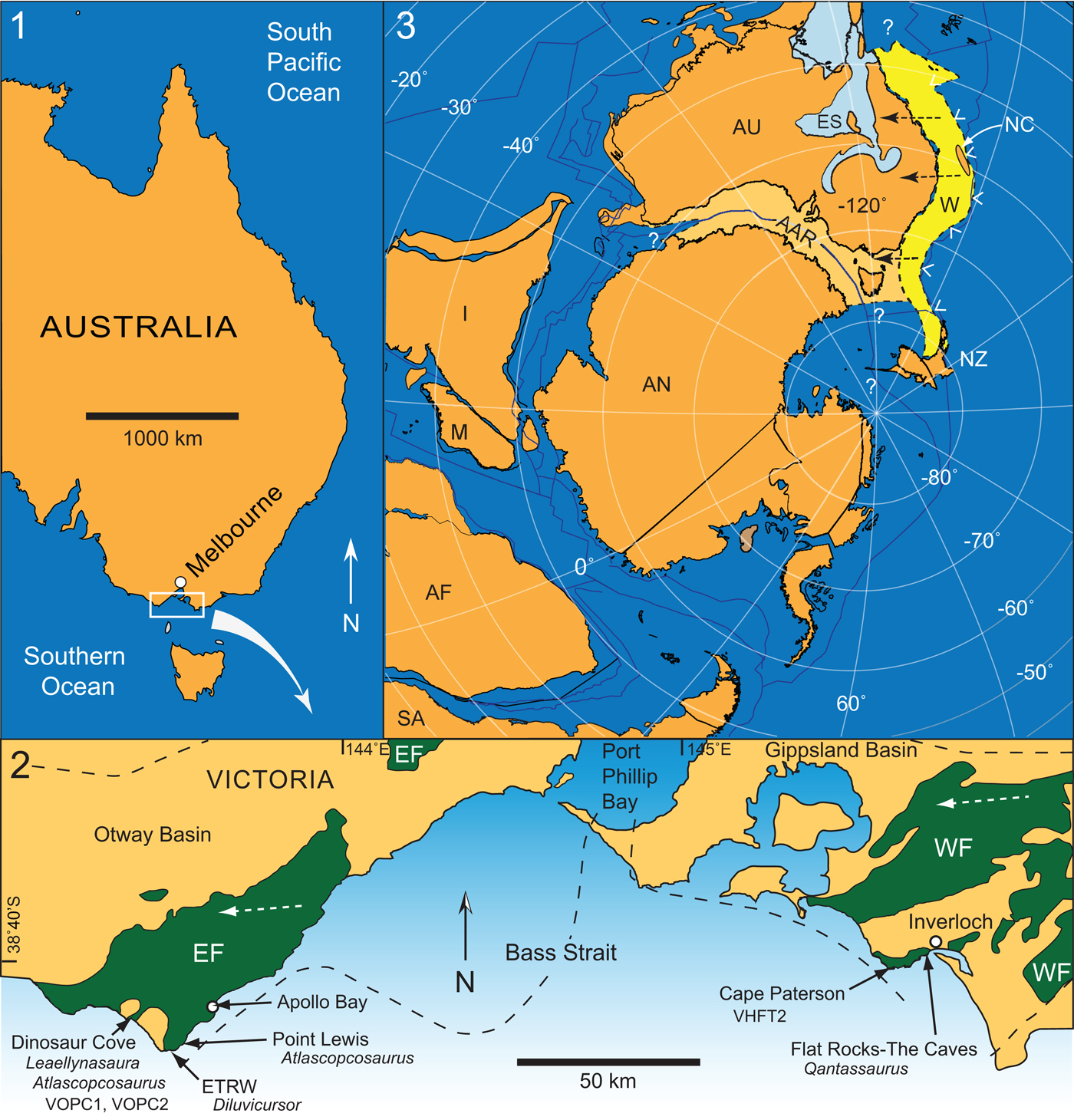
De locaties van de Wonthaggi-formatie en Eumeralla-formatie

De Wonthaggi-formatie is een geologische formatie in Australië die afzettingen uit het eerste deel van het Aptien (125-112 miljoen jaar geleden, Vroeg-Krijt) omvat. 

## Locatie
De Wonthaggi-formatie bevindt zich in Strzelecki Ranges in de staat Victoria. De Wonthaggi-formatie is de oudste formatie in Victoria uit het Krijt. Twee andere formaties zijn Dinosaur Cove en de Eumeralla-formatie. Victoria lag in het Vroeg-Krijt binnen de zuidpoolcirkel als onderdeel van een Australische riftvallei, die ontstond doordat Australië ten opzichte van Antarctica naar het noorden bewoog. In het Krijt waren de zuidelijke poolstreken nog niet bedekt met ijskappen door het warme wereldwijde klimaat ten gevolge van een verhoogde vulkanische activiteit, maar het was een regio met een koel en vochtig klimaat met donkere, ijzige winters en zomers zonder nacht. De conifeerbossen bedekten grote delen van de regio met varens, ginkgo's, paardestaarten, korstmossen en de eerste bloeiende planten in de ondergroei.

## Fauna
In de Wonthaggi-formatie zijn fossielen gevonden van de dinosauriërs Galleonosaurus, Serendipaceratops en Qantassaurus. Daarnaast zijn fossielen gevonden van drie typen Theropoda die niet tot een specifiek geslacht toe te schrijven zijn, behorend tot de Carcharodontosauria, Megaraptoridae en Unenlagiinae. Deze carnivore dinosauriërs zijn met name bekend uit Zuid-Amerika en hun aanwezigheid in Australië tijdens het Krijt ondersteunt uitwisseling van dieren tussen beide delen van het toenmalige supercontinent Gondwana via Antarctica. In tegenstelling tot in Zuid-Amerika waren bij de theropoden van de Wonthaggi-formatie de Megaraptoridae groter dan de Carcharodontosauria, respectievelijk zes tot zeven meter en twee tot vier meter. Het fossiel behorend tot de Megaraptoridae uit Wonthaggi-formatie is de oudst bekende wereldwijd. 
Daarnaast is een vijftal zoogdieren beschreven op basis van vondsten uit deze formatie: Corriebaatar, Ausktribosphenos,  Bishops, Kryoparvus en Teinolophos. Koolasuchus was een groot krokodilachtig amfibie. Verder zijn ook van schildpadden, longvissen, degenkrabben en diverse soorten insecten fossielen gevonden in de Wonthaggi-formatie.